# Monte Schiara
Monte Schiara (italsky La Schiara) je hora ležící v jižní části Dolomit zvané Bellunéské Dolomity v Itálii (provincie Belluno). Svou výškou 2565 m nepatří v Dolomitech mezi nejvyšší vrcholy, ovšem při pohledu z jihu, kde převyšuje město Belluno a údolí řeky Piavy o 2000 metrů, se řadí ke skutečným velikánům tohoto pohoří. Masiv Monte Schiara je součástí Národního parku Dolomiti Bellunesi. V západním hřebeni se nalézá výrazná skalní věž Gusela del Vescova (výška 40 metrů) viditelná až z Belluna.

## Výstup
Masiv Monte Schiara je doslova prošpikován systémem zajištěných cest typu via ferrata. Většinou se jedná o těžké cesty vyžadující určitou zkušenost s tímto typem cest. Od chaty Rifugio 7° Alpini (1491 m) lze zvolit k výstupu okruh vedený právě po ferratách. Nejtěžší cestou masivu je Luigi Zacchi, kterou výstup k vrcholu začíná. Ta je vedena v jižní stěně Schiary (900 metrů), v zásadě šikmo vzhůru touto stěnou zprava doleva. Vede k bivaku Bernardina, ležícímu nedaleko věže Gusela del Vecsova. Odtud k vrcholu Schiary pokračujeme hřebenovou, místy exponovanou zajištěnou cestou Berti, která dále pokračuje po východním rameni až do sedla. Zde se napojuje na ferratu Marmol, kterou se po úzkých policích a traversech, okolo bivaku Marmol, dostaneme zpět k chatě. Nedaleko napojení uvedených cest lze pokračovat východním směrem po hřebeni ferratou Guardiano na vedlejší vrchol Pelf (2502 m). Z něj je možno sestoupit k chatě Alpini již po značené turistické cestě.
Od bivaku Bernardina lze sestoupit k chatě také po zajištěné cestě Sperti, vedoucí zprvu po hřebeni na jihozápad a posléze doleva dolů východní stěnou. Cestami Marmol a Sperti lze taktéž vystoupat k vrcholu Schiary, zpravidla se však používají spíše pro sestup.

## Nejvýznamnější cesty
- Ferrata Luigi Zacchi (obtížnost D)
- Ferrata Berti (obtížnost C)
- Ferrata Marmol (obtížnost C)
- Ferrata Sperti (obtížnost C)

## Chaty
- Rifugio 7° Alpini (1491 m) – Chata se nachází na úpatí jižní stěny vrcholu Monte Schiara, v závěru doliny Val d'Ardo. Kapacita je 50 lůžek, otevřena je od poloviny června do konce září. Vlastníkem je CAI. Na výstavbě chaty se podílel sedmý regiment horského vojska Alpini. Odtud pramení název chaty.

V blízkosti zajištěných cest jsou pro případ nouze postaveny bivaky:
- Bivacco I. e G. Sperti (2000 m) (cesta Sperti)
- Bivacco U della Bernardina (2320 m) (cesta Zacchi)
- Bivacco del Marmol (2266 m) (cesta Marmol)

## Sousední vrcholy
Celý masiv Monte Schiara je tvořen ostrým hřebenem tvořeným řadou vrcholů, částečně propojených „železnými cestami“. Markantními vrcholy jsou zejména:
- Burel (2281 m)
- Punta Tissi (2288 m)
- Pelf (2502 m)

## Mapy
- Tabacco č. 024 (Prealpi e Dolomiti Bellunesi) - 1:25 000